# Життя, Всесвіт та все інше
«Життя, Всесвіт та все інше» (англ. Life, the Universe and Everything, 1982) — гумористичний науково-фантастичний роман британського письменника Дугласа Адамса. Третя частина серії книг «Путівник Галактикою».

## Історія
Ідея роману базувалася на написаному набагато раніше сценарії для науково-фантастичного телесеріалу «Доктор Хто», що не був схвалений BBC і залишився без екранізації. Адамс адаптував сценарій для телевізійної екранізації «Автостопом Галактикою», але цей варіант теж не був екранізований. Після закінчення роботи над романом Адамс, як і після другої книги, зарікся продовжувати серію.

## Сюжет
Роман починається на стародавній Землі з пробудженням Артура Дента. Після свого пробудження (яке почалося звичайним для нього шоком), Артур помічає в небі зореліт. Деякий час перебуваючи в ступорі, Артур все ж знаходить у собі сили підійти до нього ближче. Капітаном корабля є Долбаггер Нескінченно Подовженний — безсмертний іншопланетянин, що захотів образити всіх жителів Всесвіту. Незабаром після цього Артур зустрічається з Фордом Префектом, радар якого виявив неподалік завихрення просторово-часового континууму, через який вони можуть потрапити в іншу епоху земної історії. Візуально завихрення виглядало честерфілдським диваном. Після невеликої погоні за ним, герої несподівано для себе опиняються на матчі з крикету, який трохи згодом відвідують кріккітські роботи в пошуках одного зі стовпів Віккітских воріт. Саме там Форда і Артура підбирає Слартібартфаст, який виконує дуже важливу місію — порятунок Галактики від кріккітян!
Кріккітяни в дуже давні часи поставили собі за мету знищити всю існуючу Галактику, що говорить про них як про затятих ксенофобів. Але потім війська Галактики пересилили їх і замкнули на їхній планеті Кріккіт в часозупинній капсулі, яка закривалася Віккітскими воротами. Ворота після цього були знищені і розкидані у просторі-часу. А тепер кріккітські роботи, що невідомо звідки з'явилися, збирають частини і готуються відчинити планету.
Під час розповіді Артур дізнається, що вже багато років через нього страждає невідома йому істота, яке називає себе Аграджаг, що завжди гине саме через Дента. Саме Аграджаг був горщиком з петуніями в книзі «Автостопом Галактикою». Ним же був кролик з «Ресторану на краю Всесвіту», і саме ним виявився нещасний глядач крикету, померлий від серцевого нападу під час появи героїв на стадіоні. Аграджаг повідомляє Артуру, що той помре на Беті Ставромолуса (про це розповідається в книзі Майже безпечна).
Як би не намагалися герої, роботи збирають всі частини і відкривають капсулу зупинки часу. Але кріккітські кораблі не йдуть знову в бій, й історія закінчується хепіендом. Артур, знайшовши Кріккіт придатним для себе, залишається на ньому, де вчить мову птахів і вчиться літати.

## Цензура
Це єдина книга з серії, що зазнала цензури при публікації на території США. Так, слово «asshole» було замінене на «kneebiter», «shit» — на «swut», але найбільш примітним прикладом цензури є ситуація, що описується в розділі 21, в якому Рорі отримує нагороду в номінації «Найбільш Необґрунтоване Використання Слова Fuck в Серйозному Сценарії». В американській версії використовувався варіант з оригінальної радіопостановки, в якій слово «Бельгія» описується як «найбільш образливе слово у всій Галактиці».

## Цікавий факт
Назва «Віккітські ворота» походить від назви ворітець (англ. wicket) у грі крикет.

## Переклад українською
- Адамс Дуглас. «Життя, Всесвіт і все інше». Переклад з англійської: Іван Яндола. Київ: журнал «Всесвіт». 2000. № 07-08 стор.: 46-93, № 09-10 стор.: 59-107
- Адамс Дуґлас. «Життя, Всесвіт та все інше». Переклав з англійської Олексій Антомонов. Тернопіль: «НК ― Богдан». 2017. 224 стор. ISBN 978-966-10-4723-4 (серія «Горизонти фантастики»)
  - (альтернативна серія) Адамс Дуґлас. «Життя, Всесвіт та все інше». Переклав з англійської Олексій Антомонов. Тернопіль: «НК ― Богдан». 2017. 224 стор. ISBN 978-966-10-4804-0 (серія «Диван»)
  - (альтернативна серія) Адамс Дуґлас. «Життя, Всесвіт та все інше». Переклав з англійської Олексій Антомонов. Тернопіль: «НК ― Богдан». 2017. 224 стор. ISBN 978-966-10-4804-0 (серія «Маєстат слова»)